# Chen Guanfeng
Chen Guanfeng (chinesisch 陈冠锋, Pinyin Chén Guānfēng; * 5. Februar 2000 in Guangzhou) ist ein chinesischer Leichtathlet, der sich auf den Sprint spezialisiert hat.

## Sportliche Laufbahn
Erste internationale Erfahrungen sammelte Chen Guanfeng im Jahr 2022, als er bei den Weltmeisterschaften in Eugene mit der chinesischen 4-mal-100-Meter-Staffel mit 38,83 s im Vorlauf ausschied. Anschließend siegte er in 10,48 s im 100-Meter-Lauf beim 35. Meeting Città di Padova. Im Jahr darauf gewann er bei den Asienmeisterschaften in Bangkok in 38,87 s gemeinsam mit Wu Zhiqiang, Xie Zhenye und Chen Jiapeng die Silbermedaille im Staffelbewerb hinter dem thailändischen Team. Zudem schied er über 100 Meter mit 10,38 s im Halbfinale aus. Im August gewann er bei den World University Games in Chengdu in 10,17 s die Bronzemedaille über 100 Meter hinter dem Jamaikaner Kadrian Goldson und Shaun Maswanganyi aus Südafrika und zudem siegte er mit der Staffel in 38,80 s. Ende September belegte er bei den Asienspielen in Hangzhou in 10,34 s den siebten Platz im Einzelbewerb und siegte in 38,29 s gemeinsam mit Xie Zhenye, Yan Haibin und Chen Jiapeng im Staffelbewerb. 
2020 wurde Chen chinesischer Meister in der 4-mal-100-Meter-Staffel. Zudem wurde er 2023 Hallenmeister im 60-Meter-Lauf.

## Persönliche Bestzeiten
- 100 Meter: 10,06 s (+0,1 m/s), 24. Juni 2021 in Chongqing
  - 60 Meter (Halle): 6,55 s, 16. März 2022 in Tianjin